# Jisra'el Me'ir Lau
Jisra'el Me'ir Lau (hebrejsky ישראל מאיר לאו‎, narozen 1. června 1937) je předseda památníku holocaustu Jad vašem v Jeruzalémě, vrchní rabín Tel Avivu a bývalý aškenázský vrchní rabín Izraele (1993–2003). V roce 2005 mu byla udělena Izraelská cena za jeho celoživotní přínos izraelské společnosti a státu.

## Biografie

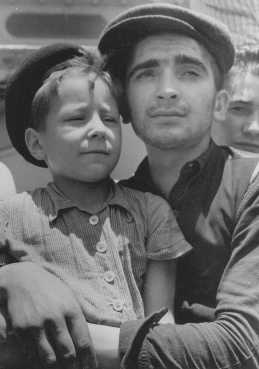
Přeživší z Buchenwaldu, Jisra'el Me'ir Lau v náručí Elazara Schiffa, po připlutí do Haify (15. července 1945)

Narodil se v polském městě Piotrków Trybunalski do rodiny rabína. Jeho otec, Moše Chajim Lau, byl posledním vrchním rabínem městě Piotrków Trybunalski a zemřel ve vyhlazovacím táboře Treblinka. Sám Lau byl v roce 1945, v necelých osmi letech, osvobozen americkou armádou v koncentračním táboře Buchenwald. Během holocaustu zahynula celá jeho rodina, s výjimkou staršího bratra Naftali Lau-Lavie, polovičního bratra Jehošuy Lau-Hagera a strýce, který žil v mandátní Palestině.
V červenci 1945 imigroval do britské mandátní Palestiny, kde studoval ve státní náboženské škole a následně v ješivách Kol Tora, Ponevež a Knese Chizkijahu. V roce 1961 se stal rabínem a později se oženil s dcerou bývalého telavivského vrchního rabína. V letech 1978 až 1988 působil jako vrchní rabín Netanji. Je ženatý a má osm dětí. Jeho syn David Lau působil jako vrchní rabín Modi'inu a od r. 2013 je vrchním aškenázským rabínem Izraele. Jeho synovci jsou Binjamin Lau, pedagog a aktivista hnutí náboženského sionismu, a Amichaj Lau-Lavie, zakladatel a umělecký ředitel židovského divadelního souboru Storahtelling.
V roce 1993 se setkal s papežem Janem Pavlem II. v Římě. Šlo o první setkání papeže s izraelským vrchním rabínem od vzniku Izraele v roce 1948. Od 9. června 2005 je vrchním rabínem Tel Avivu. Tento post zastával již v minulosti, a to od roku 1985 do roku 1993, kdy byl jmenován aškenázským vrchním rabínem Izraele, kterým byl až do roku 2003. Na jaře 2006 se v izraelském tisku objevily spekulace, že by rabi Lau mohl být zvažován jako kandidát na izraelského prezidenta. Dne 9. listopadu 2008 byl izraelskou vládou jmenován ředitelem památníku Jad vašem. 13. dubna 2011 mu francouzský prezident Nicolas Sarkozy udělil nejvyšší francouzské státní vyznamenání Řád čestné legie za podporu dialogu mezi vírami.